# 大滝大川県立自然公園
大滝大川県立自然公園（おおたきだいせんけんりつしぜんこうえん）は、香川県にある自然公園。
1992年9月に、香川県初の県立自然公園として指定された。そのエリアは讃岐山脈の互いに接しない2つのエリアからなっており、1つは高松市の大滝山(946 m)から西方の仲多度郡まんのう町滝ノ奥峠に至るエリアで、このエリアに香川県最高峰の竜王山もある。もう1つはさらに西方にある、まんのう町の大川山(1043 m)周辺のエリアである。総面積は2,363ha。公園内には自然体験学習のための県立自然公園センター、キャンプ場がある。